# Dispositivo de aviso acústico o Sirena

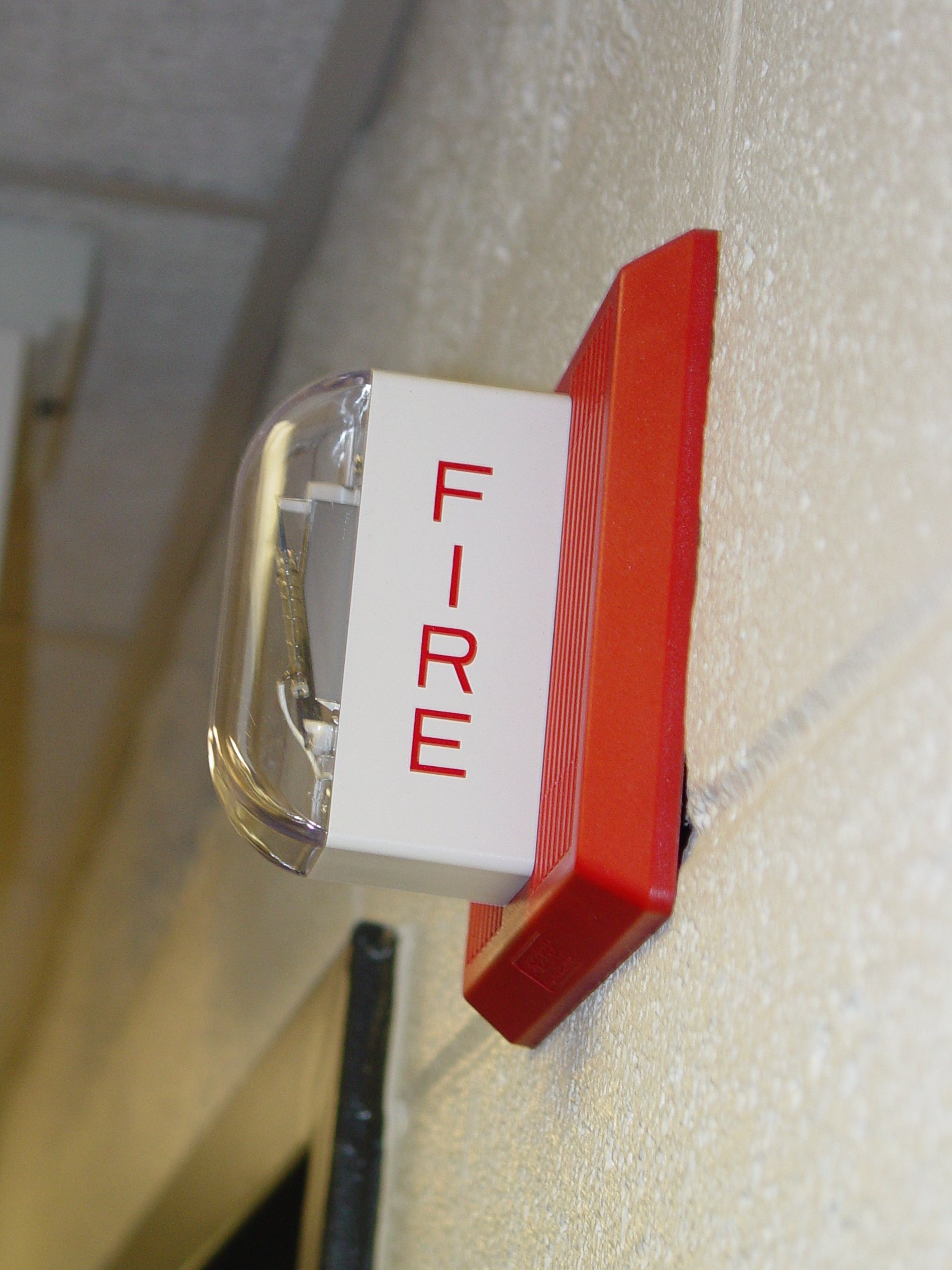
Sirena tipo Americana para sistemas de detección de incendio.

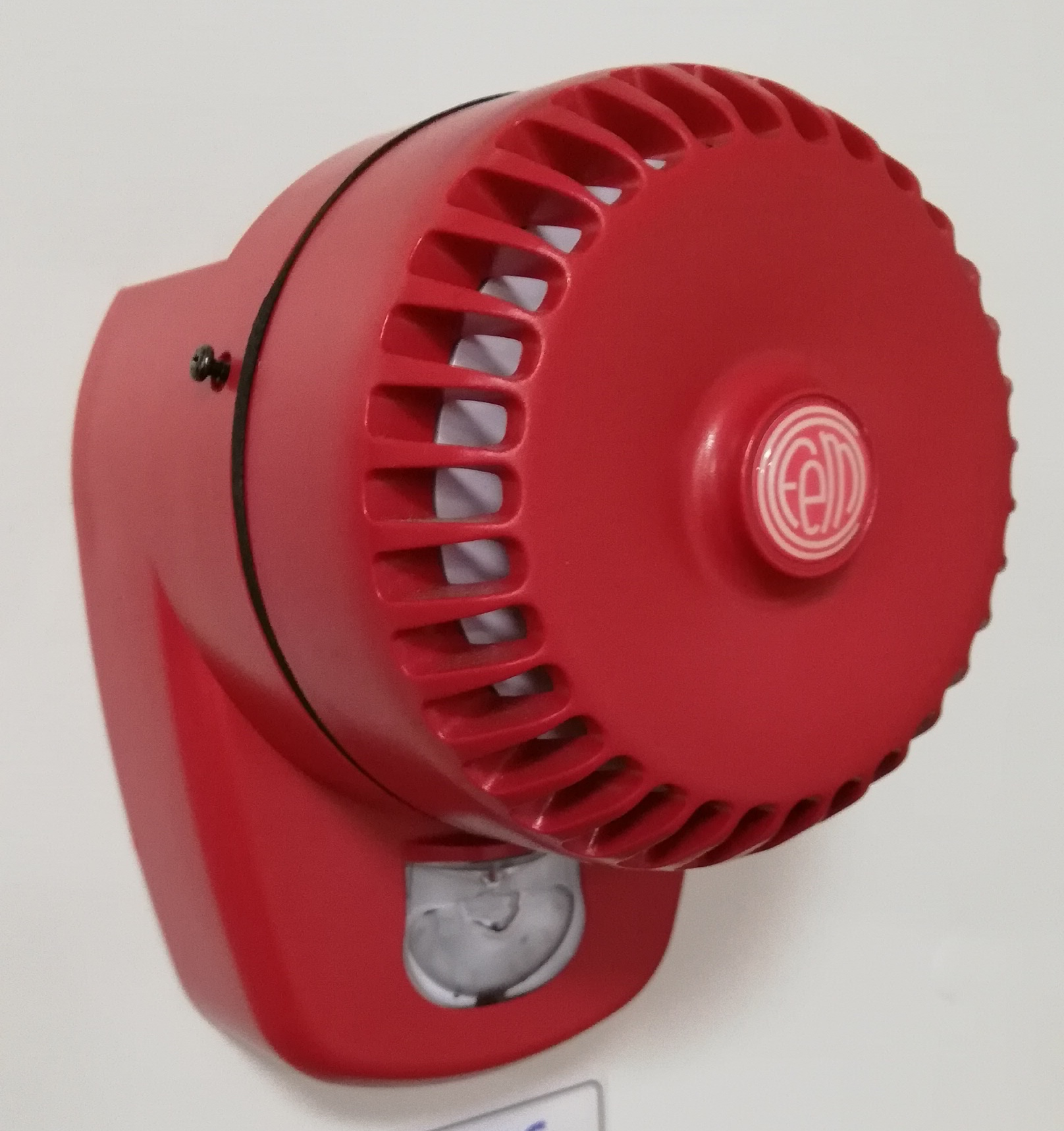
Sirena tipo Europea para sistema de detección de incendio

Un dispositivo de notificación acústico es un elemento de los sistemas de alarma contra incendios. Es una notificación audible y visible para alertar a los ocupantes de una edificación de un incendio u otro tipo de emergencia. Los dispositivos acústicos fueron los primeros en utilizarse en los inicios de los sistemas de detección de incendio.
La mayoría de estos dispositivos acústicos generan una presión acústica entre 45 y 120 decibeles a un metro. 
Este dispositivo puede ser electromecánico, electrónico, electroacústico, de campana o de bocina.
El equipo advierte de un posible incendio a los ocupantes de un edificio, para que estos procedan a evacuarlo. Algunas alarmas de incendio pueden producir varias diversas clases de sonidos, incluyendo el patrón temporal 3:
- pulso de 0,5 segundos
- pausa de 0,5 segundos
- pulso de 0,5 segundos
- pausa de 0,5 segundos
- pulso de 0,5 segundos
- pausa de 1 segundo

que fue diseñado para ser un patrón distintivo, y ser utilizado solamente para propósitos de evacuación.
Otros patrones de sonidos incluyen el tiempo de marcha (0,25 segundo pulso, 0,25 segundo pausa, repetición), un tono continuo, hola-bajo (0,25 segundo que se alterna entre dos tonos de la frecuencia que diferencia), sirena (barrido de arriba abajo en frecuencia), lento-chillan (barrido de levantamiento lento arriba en frecuencia), y campana un sonido electrónico. Las alarmas de incendio son a menudo muy ruidosas, sonando con un nivel acústico de entre 120 y 130 decibelios.
En Europa se usa frecuentemente una alarma hablada mediante una cinta magnetofónica a través de altavoces, que hay en muchos edificios. Una voz humana pausada y tranquila permite que la evacuación se haga con mucha mayor tranquilidad y sin provocar situaciones de pánico, como pueden provocar las alarmas con tonos.
En Estados Unidos, con el advenimiento de la Ley de EE. UU. para Personas con Capacidades Diferentes (de 1990), los sistemas la alarma de incendio cambiaron drásticamente. Junto con una alarma audible, las aplicaciones de notificación de incendio ahora tienen luces estroboscópicas para alertar a personas con problemas de audición.
Esos sistemas se encuentran compuestos por un panel central de control, que se encuentra interconectado con los detectores de humo y también los detectores térmicos, campanas y bocinas que alertan con una señal sonora cuando se activa el sistema. El panel de control utiliza la electricidad de la propia casa; también posee una batería para posibles emergencias y que de esta manera pueda operar el sistema por otras 24 horas si se produce un corte en el servicio eléctrico.
Tambien hay que descatar que las alarmas pueden sonar con hasta 150dB siendo esto perjudiciario para nuestra salud ya que a partir de los 75dB empieza a hacer daño a las personas.
Podemos encontrar 2 tipos de sirenas, para interior y para exterior.